# Deutscher Filmpreis/Bester Dokumentarfilm
Seit 2000 wird der Deutsche Filmpreis in der Kategorie Bester Dokumentarfilm (früher: Bester programmfüllender Dokumentarfilm) an herausragende deutsche Dokumentarfilme vergeben. Vorher wurden Dokumentarfilme, wie auch Spielfilme, mit einem Filmband in Gold oder Silber ausgezeichnet.
Gegenwärtig wird für den besten Dokumentarfilm ein Filmpreis in Gold (Dotierung: 200.000 Euro) vergeben. Die übrigen nominierten Filme erhalten ein Preisgeld von 100.000 Euro. 2012 wurde die Anzahl an Nominierungen von zwei auf drei erhöht.

## 2000er-Jahre
2000
Buena Vista Social Club – Regie: Wim Wenders
- Heimspiel – Regie: Pepe Danquart

2001
Havanna, mi amor – Regie: Uli Gaulke
- Milch und Honig aus Rotfront – Regie: Hans-Erich Viet

2002
Black Box BRD – Regie: Andres Veiel
- A Woman and a Half – Hildegard Knef – Regie: Clarissa Ruge

2003
Rivers and Tides – Andy Goldsworthy Working With Time – Regie: Thomas Riedelsheimer
- Soldatenglück und Gottes Segen – Regie: Ulrike Franke und Michael Loeken

2004
Die Kinder sind tot – Regie: Aelrun Goette
- Die Geschichte vom weinenden Kamel – Regie: Byambasuren Davaa und Luigi Falorni

2005
Rhythm Is It! – Regie: Thomas Grube und Enrique Sánchez Lansch
- Touch the Sound – Regie: Thomas Riedelsheimer

2006
Lost Children – Regie: Ali Samadi Ahadi und Oliver Stoltz
- Die große Stille – Regie: Philip Gröning

2007
Workingman’s Death – Regie: Michael Glawogger
- Das kurze Leben des José Antonio Gutierrez – Regie: Heidi Specogna

2008
Prinzessinnenbad – Regie: Bettina Blümner
- Am Limit – Regie: Pepe Danquart

2009
NoBody’s Perfect – Produktion: Niko von Glasow
- Lenin kam nur bis Lüdenscheid – Produktion: Marianne Schäfer

## 2010er-Jahre
2010
Das Herz von Jenin – Produktion: Ernst Ludwig Ganzert, Ulli Pfau
- Die Frau mit den 5 Elefanten – Produktion: Thomas Tielsch

2011
Pina – Produktion: Wim Wenders, Gian-Piero Ringel
- Kinshasa Symphony – Produktion: Stefan Pannen, Holger Preuße

2012
Gerhard Richter Painting – Produktion: Thomas Kufus, Regie: Corinna Belz
- Charlotte Rampling – The Look – Produktion: Gerd Haag, Michael Trabitzsch und Charlotte Uzu, Regie: Angelina Maccarone
- The Big Eden – Produktion: Benny Drechsel und Karsten Stöter, Regie: Peter Dörfler

2013
More than Honey – Produktion: Thomas Kufus, Helmut Grasser und Pierre-Alain Meier, Regie: Markus Imhoof
- Vergiss mein nicht – Produktion: Martin Heisler und Carl-Ludwig Rettinger, Regie: David Sieveking
- Die Wohnung – Produktion: Thomas Kufus und Arnon Goldfinger, Regie: Arnon Goldfinger

2014
Beltracchi – Die Kunst der Fälschung – Produktion: Arne Birkenstock, Helmut G. Weber und  Thomas Springer, Regie: Arne Birkenstock
-  Alphabet – Produktion: Mathias Forberg, Peter Rommel und Viktoria Salcher, Regie: Erwin Wagenhofer
- Master of the Universe – Produktion: Marc Bauder, Markus Glaser und Wolfgang Widerhofer, Regie: Marc Bauder

2015
Citizenfour – Produktion: Dirk Wilutzky, Laura Poitras und Mathilde Bonnefoy, Regie: Laura Poitras
- Beyond Punishment – Produktion und Regie: Hubertus Siegert
- Nowitzki. Der perfekte Wurf – Produktion: Leopold Hoesch, Regie: Sebastian Dehnhardt

2016
Above and Below – Nicolas Steiner
- Democracy – Im Rausch der Daten – David Bernet
- Was heißt hier Ende? Der Filmkritiker Michael Althen – Dominik Graf

2017
Cahier Africain – Produktion: Peter Spoerri und Stefan Tolz, Regie: Heidi Specogna
- Berlin Rebel High School – Produktion: Alexander Kleider und Daniela Michel, Regie: Alexander Kleider
- No Land’s Song – Produktion: Gunter Hanfgarn, Rouven Rech und Teresa Renn, Regie: Ayat Najafi

2018
Beuys – Produktion: Thomas Kufus
- Das Kongo Tribunal – Produktion: Arne Birkenstock, Oliver Zobrist
- Taste of Cement – Der Geschmack von Zement – Produktion: Ansgar Frerich, Eva Kemme, Tobias N. Siebert

2019
Of Fathers and Sons – Produktion: Ansgar Frerich, Eva Kemme, Tobias N. Siebert, Hans Robert Eisenhauer
- Elternschule – Produktion: Ingo Fliess
- Hi, A.I. – Produktion: Stefan Kloos

## 2020er-Jahre
2020
Born in Evin – Produktion: Alex Tondowski, Ira Tondowski
- Heimat ist ein Raum aus Zeit – Produktion: Heino Deckert
- Schlingensief – In das Schweigen hineinschreien – Produktion: Frieder Schlaich, Irene von Alberti

2021
Herr Bachmann und seine Klasse – Produktion: Maria Speth
- Space Dogs – Produktion: Elsa Kremser, Levin Peter, Annekatrin Hendel
- Walchensee Forever – Produktion: Martin Heisler

2022
The Other Side of the River – Produktion: Frank Müller, Antonia Kilian, Guevara Namer, Regie: Antonia Kilian
- We Are All Detroit – Vom Bleiben und Verschwinden – Produktion: Michael Loeken, Ulrike Franke, Regie: Michael Loeken, Ulrike Franke
- Wem gehört mein Dorf? – Produktion: Marcel Lenz, Guido Schwab, Regie: Christoph Eder

2023
Elfriede Jelinek – Die Sprache von der Leine lassen – Produktion: Martina Haubrich und Claudia Wohlgenannt
- Aşk, Mark ve Ölüm – Liebe, D-Mark und Tod – Produktion: Claus Reichel, Mehmet Akif Büyükatalay, Florian Schewe und Stefan Kauertz
- Kalle Kosmonaut – Produktion: Tine Kugler und Günther Kurth

2024
Sieben Winter in Teheran – Produktion: Melanie Andernach und Knut Losen, Regie: Steffi Niederzoll
- Anselm – Produktion: Karsten Brünig, Regie: Wim Wenders
- Vergiss Meyn Nicht – Produktion: Melanie Andernach und Knut Losen, Regie: Fabiana Fragale, Kilian Kuhlendahl und Jens Mühlhoff

2025
Petra Kelly – Act Now! – Produktion: Birgit Schulz, Regie: Doris Metz
- Hollywoodgate – Produktion: Talal Derki, Shane Boris und Odessa Rae, Regie: Ibrahim Nash'at
- Riefenstahl – Produktion: Sandra Maischberger, Regie: Andres Veiel